# Mòhua capblanca
La mòhua capblanca (Mohoua albicilla) és un ocell de la família dels mohòvids (Mohouidae).

## Hàbitat i distribució
Habita boscos i vegetació secundària de la zona septentrional de Nova Zelanda, a l'illa del Nord i petites illes illes properes, com ara Great i Little Barrier i Kapiti.